# Tabula Peutingeriana
Tabula Peutingeriana é um mapa viário do Império Romano, hoje mantido na Biblioteca Nacional de Viena. O índice  de rotas mostra Roma no centro de um círculo do qual partem radialmente as grandes estradas da Itália.

## História
Durante o processo de conquista da península Itálica, entre os séculos IV-II a.C., para afirmar o domínio em territórios distantes de Roma, foram criadas cidades colônias ligadas à metrópole do Tibre por meio de estradas. Usado como instrumento de poder, o método foi praticado em outras regiões e transformado em uma ampla estrutura na época do Império Romano, expandindo a rede de tráfego já existente a cada nova conquista. Assim, até mesmo lugares distantes das fronteiras do império eram incluídos em um sistema de coordenadas com centro em Roma. Esse domínio geográfico associado às estradas pode ser visto em forma de imagem na Tabula Peutingeriana, Itinerarium pictum (itinerário ilustrado) que um copista da Idade Média revisou no final do século XII a partir de um mapa viário da Antiguidade.